# Clever (véhicule)
Pour les articles homonymes, voir Clever.
 (juillet 2021).
Si vous disposez d'ouvrages ou d'articles de référence ou si vous connaissez des sites web de qualité traitant du thème abordé ici, merci de compléter l'article en donnant les références utiles à sa vérifiabilité et en les liant à la section « Notes et références ».

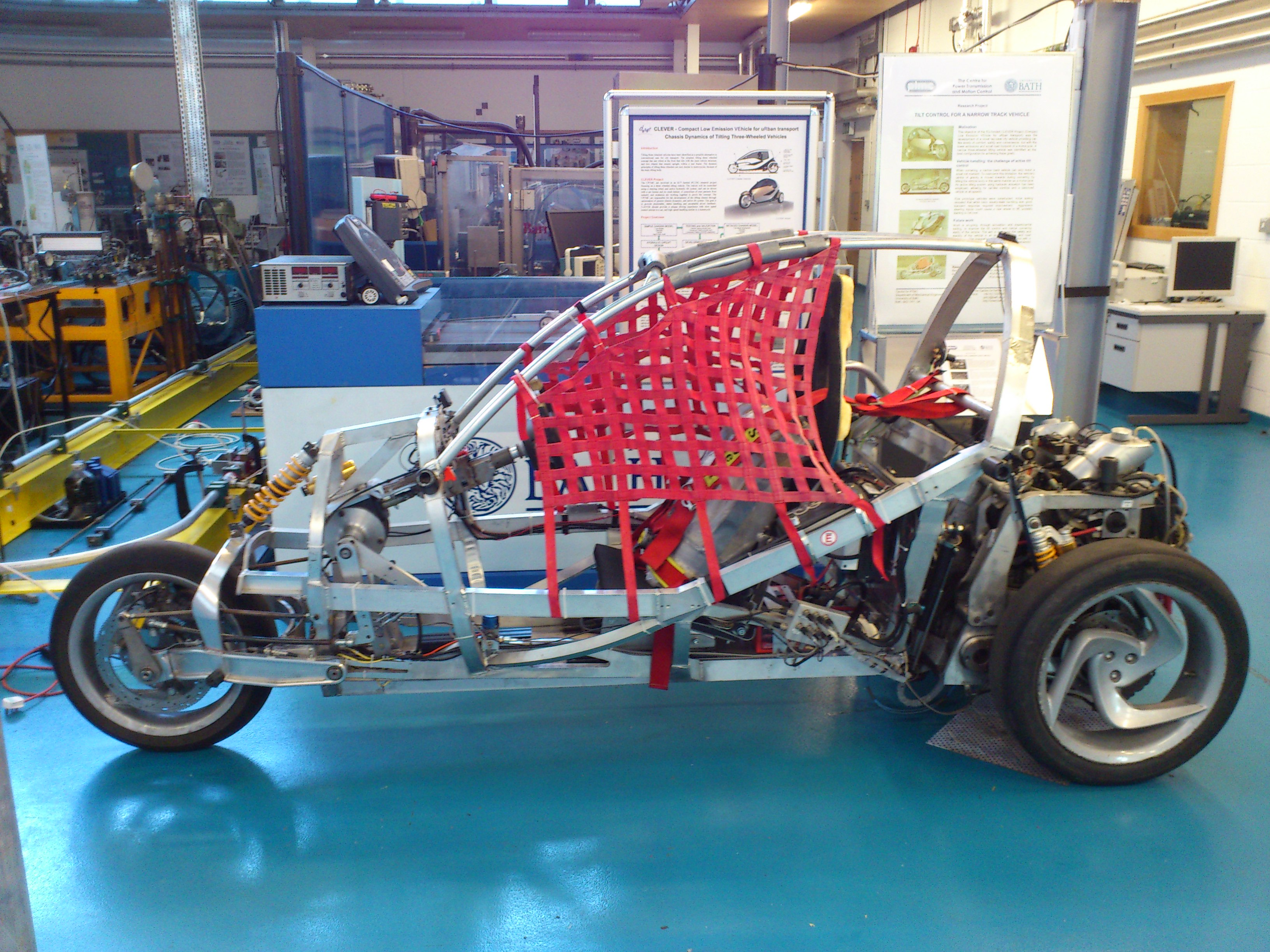
Le prototype à l'université de Bath

Le clever, pour Compact Low Emission Vehicle for Urban Transport (ce qui signifie Véhicule compact aux rejets limités pour le transport urbain ; clever signifie intelligent en anglais) est un projet d’un nouveau type de véhicule, formé d’un habitacle étroit monté sur trois roues, destiné au transport de personnes dans un milieu urbain.
Il est développé en commun par différents partenaires européens, au Centre for Power Transmission and Motion Control de l’Université de Bath. Des organismes allemands, français, britanniques et autrichiens se sont associés en décembre 2002, sous l’égide de l’Union européenne, afin de développer ce véhicule à basse consommation. D’autres institutions telles que la Technische Universitaet de Berlin, l’Institut français du pétrole de Vernaison et l’Institut Fuer Verkehrswesen de Universitaet Fuer Bodenkultur, à Vienne, participent également au projet.
Il mesure un mètre de large (contre 60-75 cm pour une moto, et 1,5 m pour une petite voiture). Son moteur au gaz naturel lui procure une vitesse de pointe de 100 km/h, avec une consommation d’énergie équivalente à 2,6 litres aux 100 km (l’objectif de départ était d’environ 1,5 l). Elle passe de 0 à 60 km/h en 7 secondes. Dans les virages, l’habitacle se penche, donnant ainsi toute la stabilité souhaitée à ce véhicule. L’inclinaison est contrôlée par l’ordinateur de bord qui commande une suspension hydraulique.
Sa carrosserie profilée protège les deux passagers du véhicule, et limite la gravité d’un choc avec un piéton.
Cinq prototypes ont été fabriqués au 21 avril 2006. Les promoteurs du projet espèrent que BMW construira le véhicule.